# Hapoel Kfar Saba
Denna artikeln handlar om fotbollsklubben, för volleybollklubben med samma namn se Hapoel Kfar Saba (volleyboll)
Hapoel Kfar Saba (הפועל כפר-סבא) är ett israeliskt fotbollslag baserat i staden Kfar Saba i Israel och som spelar i landets högsta liga. Klubben grundades 1928 och lagets färger är grön och vit.

## Arena
Hapoel Kfar Saba spelade förut på Levite Stadium med plats för 7000 åskådare. Idag spelar laget istället på Kfar Saba Stadium, en arena som främst hyser fotbollsmatcher. Här får cirka 8000 åskådare plats.

## Ligan
Hapoel Kfar Saba spelar i Israels högsta liga men var nära att åka ur denna säsongen 2005–2006. Efter tränaren Eli Ohanas ankomst lyckades laget dock bättra sig och hamnade till slut på en tiondeplats.

## Bedrifter
- Mästerskap (1): 1981\2.
- Nationella cuper (3): 1975, 1980, 1990.

## Placering tidigare säsonger
| Säsong  | Nivå | Liga          | Placering | Referens | Notering                     |
| ------- | ---- | ------------- | --------- | -------- | ---------------------------- |
| 2011/12 | 2    | Liga Leumit   | 7         | [ 1 ]    |                              |
| 2012/13 | 2    | Liga Leumit   | 16        | [ 2 ]    | Nedflyttad till Liga Alef    |
| 2013/14 | 3    | Liga Alef (N) | 1         | [ 3 ]    | Uppflyttad till Ligat Leumit |
| 2014/15 | 2    | Liga Leumit   | 2         | [ 4 ]    | Uppflyttad till Ligat ha'Al  |
| 2015/16 | 1    | Ligat ha'Al   | 10        | [ 5 ]    |                              |
| 2016/17 | 1    | Ligat ha'Al   | 13        | [ 6 ]    | Nedflyttad till Liga Leumit  |
| 2017/18 | 2    | Liga Leumit   | 14        | [ 7 ]    |                              |
| 2018/19 | 2    | Liga Leumit   | 1         | [ 8 ]    | Uppflyttad till Ligat ha'Al  |
| 2019/20 | 1    | Ligat ha'Al   | 11        | [ 9 ]    |                              |
| 2020/21 | 1    | Ligat ha'Al   | 14        | [ 10 ]   | Nedflyttad till Liga Leumit  |
| 2021/22 | 2    | Liga Leumit   | 6         | [ 11 ]   |                              |
| 2022/23 | 2    | Liga Leumit   | 7         | [ 12 ]   |                              |
| 2023/24 | 2    | Liga Leumit   | 14        | [ 13 ]   |                              |

N - den norra zonen